# DFB-Pokal 1971-1972
La DFB-Pokal 1971–72 fu 29ª edizione del trofeo. 32 squadre parteciparono al torneo diviso in cinque turni. In finale lo Schalke 04 sconfisse il Kaiserslautern 5–0,

## Primo turno
Andata 4.12.1971, ritorno 14./15.12.1971.
| Squadra 1            | Totale | Squadra 2              | Andata | Ritorno         |
| -------------------- | ------ | ---------------------- | ------ | --------------- |
| St. Pauli            | 2 - 3  | RW Oberhausen          | 1 - 1  | 1 - 2           |
| Bayer Leverkusen     | 2 - 7  | Borussia M'gladbach    | 0 - 3  | 2 - 4           |
| Alsenborn            | 0 - 3  | Fortuna Düsseldorf     | 0 - 0  | 0 - 3           |
| Tasmania Berlino     | 2 - 4  | Bochum                 | 2 - 2  | 0 - 2           |
| Heilbronn            | 1 - 5  | Stoccarda              | 1 - 1  | 0 - 4           |
| Kickers Offenbach    | 4 - 1  | Borussia Dortmund      | 1 - 1  | 3 - 0           |
| Schalke 04           | 3 - 4  | Hertha Berlino         | 3 - 1  | 0 - 3           |
| Freiburger           | 3 - 4  | Amburgo                | 1 - 2  | 2 - 2           |
| Essener FV 1912      | 1 - 14 | Colonia                | 1 - 9  | 0 - 5           |
| Wuppertal            | 4 - 4  | Kaiserslautern         | 2 - 1  | 2 - 3 (3-5 dcr) |
| Fortuna Colonia      | 2 - 7  | Bayern Monaco          | 2 - 1  | 0 - 6           |
| Arminia Bielefeld    | 2 - 4  | Duisburg               | 1 - 1  | 1 - 3           |
| Bad Pyrmont          | 1 - 10 | Werder Brema           | 1 - 4  | 0 - 6           |
| Borussia Neunkirchen | 2 - 4  | Eintracht Braunschweig | 2 - 4  | 0 - 0           |
| Schweinfurt 05       | 2 - 6  | Eintracht Francoforte  | 1 - 0  | 1 - 6           |
| Holstein Kiel        | 6 - 11 | Hannover 96            | 5 - 4  | 1 - 7           |

## Ottavi di finale
Andata 12.2.1972, ritorno 22./23.2.1972.
| Squadra 1              | Totale | Squadra 2             | Andata | Ritorno     |
| ---------------------- | ------ | --------------------- | ------ | ----------- |
| Borussia M'gladbach    | 6 - 5  | Eintracht Francoforte | 4 - 2  | 2 - 3       |
| Hannover 96            | 4 - 2  | Bochum                | 0 - 0  | 4 - 2       |
| Werder Brema           | 4 - 3  | Amburgo               | 4 - 2  | 0 - 1       |
| Fortuna Düsseldorf     | 2 - 3  | Schalke 04            | 1 - 1  | 1 - 2       |
| Stoccarda              | 5 - 6  | Kaiserslautern        | 4 - 3  | 1 - 3       |
| Duisburg               | 2 - 3  | RW Oberhausen         | 2 - 2  | 0 - 1       |
| Kickers Offenbach      | 3 - 5  | Colonia               | 3 - 1  | 0 - 4       |
| Eintracht Braunschweig | 1 - 3  | Bayern Monaco         | 0 - 0  | 1 - 3 (dts) |

## Quarti di finale
Andata 1.4.1972, ritorno 5./12.4.1972.
| Squadra 1           | Totale | Squadra 2      | Andata | Ritorno     |
| ------------------- | ------ | -------------- | ------ | ----------- |
| Borussia M'gladbach | 2 - 3  | Schalke 04     | 2 - 2  | 0 - 1       |
| RW Oberhausen       | 3 - 6  | Kaiserslautern | 3 - 1  | 0 - 5 (dts) |
| Hannover 96         | 1 - 4  | Werder Brema   | 0 - 2  | 1 - 2       |
| Bayern Monaco       | 4 - 5  | Colonia        | 3 - 0  | 1 - 5       |

## Semifinali
Andata 30.5.1972, ritorno 10.6.1972.
| Squadra 1      | Totale | Squadra 2    | Andata | Ritorno         |
| -------------- | ------ | ------------ | ------ | --------------- |
| Kaiserslautern | 4 - 2  | Werder Brema | 2 - 1  | 2 - 1           |
| Colonia        | 6 - 6  | Schalke 04   | 4 - 1  | 2 - 5 (5-6 dcr) |

## Finale
| Squadra 1  | Risultato | Squadra 2      |
| ---------- | --------- | -------------- |
| 01.07.1972 |           |                |
| Schalke 04 | 5 - 0     | Kaiserslautern |

| Arbitro: | Heinz Aldinger (Waiblingen) |

|                                                          |           |  |
| Kremers 13’, 82’ Scheer 32’ Lütkebohmert 57’ Fischer 66’ | Marcatori |  |

| FC SCHALKE 04: |   |                      |
|                |   |                      |
| GK             | 1 | Norbert Nigbur       |
| DF             |   | Hartmut Huhse        |
| DF             |   | Klaus Fichtel        |
| DF             |   | Rolf Rüssmann        |
| DF             |   | Helmut Kremers       |
| MF             |   | Herbert Lütkebohmert |
| MF             |   | Klaus Scheer         |
| MF             |   | Heinz van Haaren     |
| FW             |   | Reinhard Libuda      |
| FW             |   | Klaus Fischer        |
| FW             |   | Erwin Kremers        |
| Allenatore:    |   |                      |
| Ivica Horvat   |   |                      |

| 1. FC KAISERSLAUTERN: |   |                  |  |     |
|                       |   |                  |  |     |
| GK                    | 1 | Josef Elting     |  |     |
| DF                    |   | Günther Reinders |  |     |
| DF                    |   | Ernst Diehl      |  |     |
| DF                    |   | Dietmar Schwager |  |     |
| DF                    |   | Fritz Fuchs      |  |     |
| MF                    |   | Jürgen Friedrich |  |     |
| MF                    |   | Hermann Bitz     |  |     |
| MF                    |   | Idriz Hošić      |  | 55’ |
| FW                    |   | Josef Pirrung    |  |     |
| FW                    |   | Wolfgang Seel    |  |     |
| FW                    |   | Klaus Ackermann  |  |     |
| Sostituzioni:         |   |                  |  |     |
| FW                    |   | Karl-Heinz Vogt  |  | 55’ |
| Allenatore:           |   |                  |  |     |
| Dietrich Weise        |   |                  |  |     |

Schalke 04
(2º successo)